# Golfe de Papouasie
Le golfe de Papouasie est une étendue maritime issue de la mer de Corail, situé au sud-est de l'île de Nouvelle-Guinée.

## Géographie
Le golfe s'étend sur plus de 35 000 km2 et plusieurs fleuves de Nouvelle-Guinée y trouvent leur embouchure (Fly, Turama, Kikori, Purari, etc.). La côte occidentale, marécageuse, et centrale s'élèvent lentement pour rencontrer les montagnes des Hautes-Terres méridionales. À, l'est la côte est plate sablonneuse. Les limites du golfe sont généralement définies entre le delta du fleuve Fly et le cap Suckling, étalées sur environ 350 kilomètres.